# William Grut
William Oscar Guernsey Grut (17. září 1914 Stockholm – 20. listopadu 2012 Östersund) byl švédský reprezentant v plavání a moderním pětiboji, olympijský vítěz z roku 1948.
Jeho otec Torben Grut byl architekt (projektoval mj. stockholmský olympijský stadion) a mistr Švédska v tenisu. Za velké hospodářské krize přišel o většinu majetku, syn William proto musel ukončit studium medicíny na Univerzitě v Cambridgi a stát se vojákem z povolání. Byl kapitánem u Svealandského dělostřeleckého pluku a ve volném čase se věnoval sportovnímu tréninku, stal se švédským rekordmanem a mistrem země v plavání volným způsobem; byl také nominován na Letní olympijské hry 1936, ale zůstal pouze náhradníkem. Vynikal i ve vodním pólu a střelbě, získal pět titulů mistra Švédska v moderním pětiboji (1938, 1939, 1940, 1944, 1948), na mezinárodní scéně se však mohl představit až po skončení druhé světové války. Na Zimních olympijských hrách 1948 obsadil druhé místo v zimním moderním pětiboji (tato kombinace běhu na lyžích, sjezdu, střelby, šermu a jízdy na koni byl zařazena na olympijský program jako ukázkový sport) a na letní olympiádě téhož roku v Londýně získal pro Švédsko zlatou medaili, když jako jediný v historii dokázal vyhrát tři z pěti disciplín (střelba, šerm a jezdectví). V roce 1948 mu byla udělena zlatá medaile Svenska Dagbladet.
Po olympiádě ukončil sportovní kariéru, byl učitelem tělocviku na vojenské akademii v Karlbergu a trenérem, Larse Halla dovedl k zisku dvou zlatých olympijských medailí a šesti titulů mistra světa v moderním pětiboji. Při zahájení Letních olympijských her 1960 byl vlajkonošem švédské výpravy. V letech 1960–1984 zastával funkci generálního tajemníka Mezinárodní unie moderního pětiboje a biatlonu. Z armády byl propuštěn v roce 1963 kvůli sňatku s maďarskou občankou Zsuzsanou Lelbachovou a přestěhoval se do Francie, kde pracoval jako obchodní zástupce farmaceutické firmy.